# F-02E
docomo NEXT series ARROWS X F-02E（ドコモ ネクスト シリーズ アローズ エックス エフゼロニイー）は、富士通によって開発された、NTTドコモの第3.9世代移動通信システム（Xi）と第3世代移動通信システム（FOMA）のデュアルモード端末である。docomo NEXT seriesのひとつ。

## 概要
ARROWSシリーズのドコモ向けハイエンドフラッグシップ機「X」の3代目。2代目のF-10Dと同様にクアッドコアCPU「NVIDIA Tegra 3」を採用する。CPUのクロックはF-10Dの1.5GHzから1.7GHzへと向上している。また、ARROWSシリーズのスマートフォンとしては初めてAndroid 4.1を搭載している。新たに5インチフルHD液晶を搭載。また、周囲の光や再生中のメディアコンテンツに合わせてディスプレイの色合いを自動調整する「インテリカラー」をサポートしている。ただし、ストレージは兄弟機種のARROWS V F-04E（CPUはF-10Dと同じTegra 3 1.5GHzでOSはAndroid 4.0、ストレージは64GB）の半分の32GBとなっている。
F-10Dと異なりNOTTVに対応している。NFCは従来のドコモ向けARROWSシリーズと同じく決済機能には対応しない。おくだけ充電には対応していない。
バッテリー容量は2420mAh。
キャッチコピーは、「圧巻の1.7GHzクアッドコアと感動の使いやすさを備えた大画面ハイスペック」。

## 搭載アプリ
ドコモの提供するサービスのほか、富士通製機種向けに無償で提供されるアプリが存在し、いくつかがプリインストールされている。
NX!ホーム
ARROWSシリーズ全機種にインストールされている。旧称「NX!UI」→「NX!comfort UI」。本機種では壁紙のスクロールに対応していない。
NX!input
ATOKをベースに、手書き機能を追加した独自IME。
タスクマネージャ
本機種ではランチャーのドロワーに表示されなくなっている。HOMEキーの長押しにより、「最近使ったアプリ」の画面を表示させた上で画面下部のボタンを押すと開くことができる。
デモンズスコア 体験版（SQUARE ENIX）
Tegra 3チップを搭載する端末向けに最適化された。有料版の購入にはV17R48Aへのソフトウェアアップデートが必要。
また、プリインストールされていないものもGoogle Playストアからダウンロード・使用可能。
KSfilemanager for FUJITSU（東京システムハウス）
NX!メール
「Gmail」やその他プロバイダのメールが使用可能。F-10DおよびISW13Fにプリインストールされていたもの。
NX!電話帳
ドコモ向け製品にのみ提供されているアプリ。他キャリア向け製品ではデフォルトのダイヤラアプリを使用する。
くーまんの部屋
ダウンロードするべきアプリが機種によって異なる。本機種は「くーまんの部屋 フルＨＤ版n用」。
以下は他社製機種に向けても同等に公開されているアプリのうち、本機種にプリインストールされたもの。
- スッキリ目覚まし
- 健康生活日記 からだライフ
- NetFront Document Viewer（ACCESS）
  - Office系ファイル(doc/docx/xls/xlsx/ppt/pptx)やPDF形式ファイルを閲覧可能。編集は不可。
- 富士通モバイル統合辞書+

ヒューマンセントリックエンジン（HCE）および「あわせるビュー」「戻ってシェイク」「うっかりタッチサポート」等のユーザ支援機能を従来機種から引き続き搭載している。

## 主な機能
| 主な対応サービス                                | 主な対応サービス                         | 主な対応サービス                     | 主な対応サービス                                       |
| ----------------------------------------------- | ---------------------------------------- | ------------------------------------ | ------------------------------------------------------ |
| タッチパネル/加速度センサー                     | Xi/FOMAハイスピード                      | Bluetooth                            | DCMX/おサイフケータイ/NFC/かざしてリンク/赤外線/トルカ |
| ワンセグ/モバキャス                             | メロディコール                           | テザリング                           | WiFi IEEE802.11a/b/g/n 2.4GHz/5GHz                     |
| GPS                                             | ドコモメール/電話帳バックアップ          | デコメール/デコメ絵文字/デコメアニメ | iチャネル                                              |
| エリアメール/ソフトウェアーアップデート自動更新 | デジタルオーディオプレーヤー(WMA)(MP3他) | GSM/3Gローミング（WORLD WING）       | フルブラウザ/Flash Player                              |
| Google Play/dメニュー/dマーケット               | Gmail/Google Talk/YouTube/Picasa         | バーコードリーダ/名刺リーダ          | ドコモ地図ナビ/Google Maps/ストリートビュー            |

## 歴史
- 2013年1月22日 - NTTドコモより発表。
- 2013年2月16日 - 事前予約開始。
- 2013年2月22日 - 発売開始[11]。

## アップデート・不具合など
2013年4月30日のアップデート
- 横画面で動画再生時、画面の明るさが設定値よりも暗くなる場合がある不具合を修正する。
- ビルド番号がV16R46AからV17R48Aになる。

2013年12月3日のアップデート
- 携帯電話（本体）を長時間使用すると、まれに携帯電話（本体）が再起動する場合がある不具合を修正する。
- カメラアプリで静止画を撮影すると、エラーメッセージが表示され、カメラアプリが強制終了する場合がある不具合を修正する。
- ビルド番号がV16R46A、V17R48AからV19R50Dになる。

2014年10月29日のアップデート
- カメラアプリで撮影した画像に位置情報が付与されない場合がある不具合を修正する。
- ビルド番号がV16R46A、V17R48A、V19R50DからV21R51Dになる。